# Ferran Corominas
Ferran Corominas Telechea, noto come Coro (Gerona, 5 gennaio 1983), è un ex calciatore spagnolo, di ruolo attaccante.

## Palmarès

### Club
- Coppa di Spagna: 1

Espanyol: 2005-2006
- Segunda División (Spagna): 1

Elche: 2012-2013
- Super Cup: 1

Goa: 2019
- ISL Shield: 1

FC Goa: 2019-2020

### Individuale
- Indian Super League Golden Boot: 2

Goa: 2017-2018, 2018-2019
- Indian Super League Hero of the League: 1

Goa: 2018-2019